# Cabo Penck
El cabo Penck es una punta recubierta de hielo en la zona de la barrera de hielo del Oeste a unos 54 km al oeste-noroeste del monte Gauss, separando la costa de Leopoldo y Astrid de la Tierra de Guillermo II, en la Antártida. 
Fue relevado someramente por el Western Base Party de la Expedición Antártica Australiana, 1911-14, al mando de Douglas Mawson, y nombrado en honor a Albrecht Penck, un destacado geógrafo alemán.